# Автошлях B47 (Німеччина)
Федеральна дорога 47 (В 47, нім. Bundesstraße 47) — напрямок із заходу на схід від А6 біля Ваттенхайма в землі Рейнланд-Пфальц до Вальдюрна в землі Баден-Вюртемберг до B 27 проходить федеральна траса. Пролягає через Верхньорейнську рівнину та Оденвальд.
B 47 поділяє ділянки дороги з маршрут Nibelungenstraße (між Вормсом і Аморбахом) і Siegfriedstraße (між Вормсом і Лоршем або Аморбах і Вальдюрн).

## Маршрут

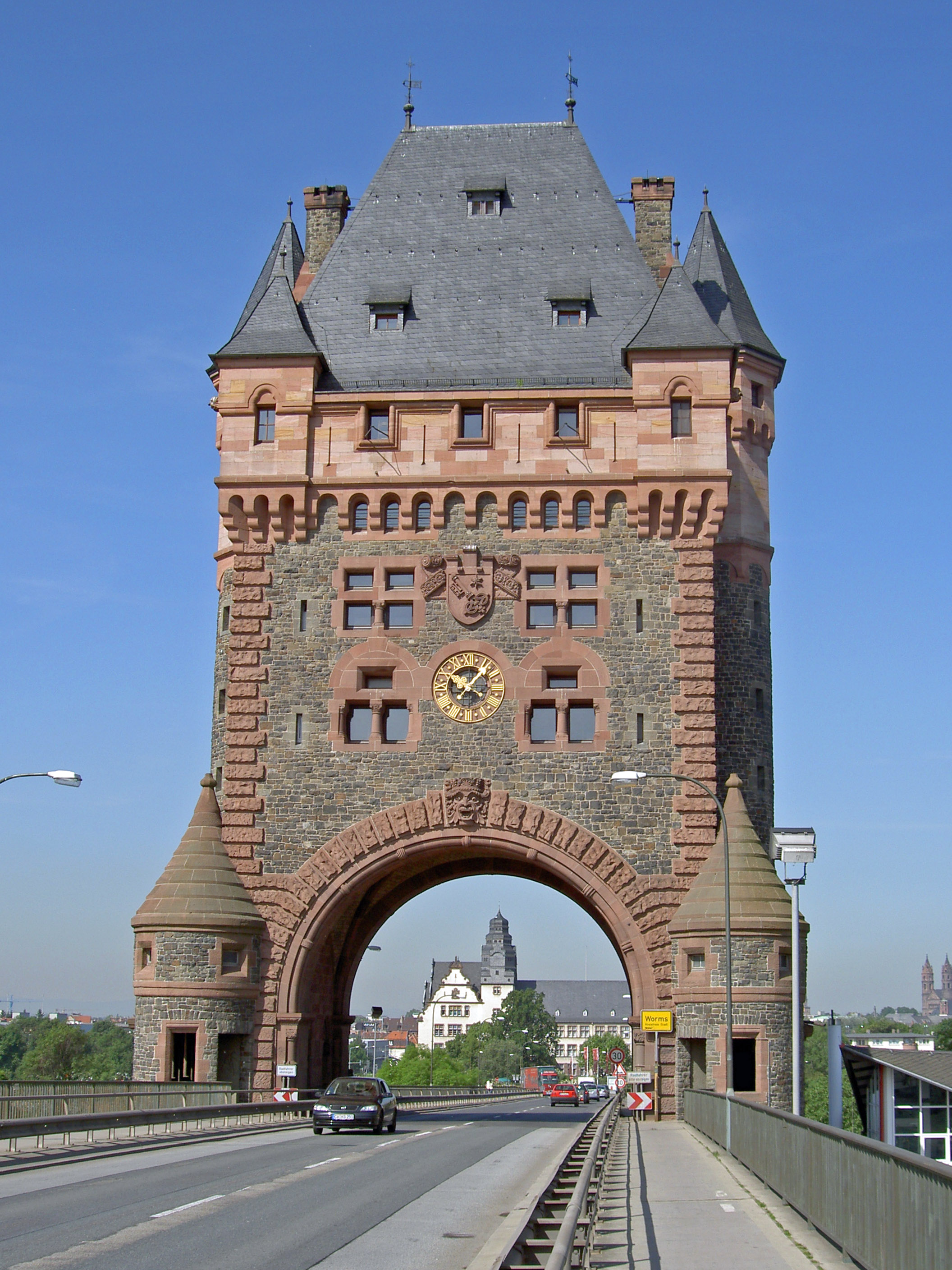
Старий міст Нібелунгів у Вормсі, що дивиться на Вормс (2005), тепер веде до Вормса двома смугами

B 47 починається в землі Рейнланд-Пфальц в районі Бад-Дюркгайм на північній околиці природного парку Пфальц-ліс на перехресті «Ваттенхайм» федеральної автостради 6 на північ від Ваттенхайма. Спочатку федеральна дорога, виходячи з природного парку, пролягає на північ через Геттенлейдельхайм у районі Доннерсберг до Айзенберга, де перетинає долину Айсбах. Далі на північ вона проходить на захід від Керценхайма, торкається Ґолльхайма на заході та проходить через Драйзен на сході, де є сполучення з A 63 існує (перехрестя «Göllheim»). B 47 проходить паралельно цьому автобану та річці Пфрімм, що прямує на північний-північний схід до Марнгайма, де проходить повз залишки віадука Пфрімталь.